# Liste der Biografien/Guy
Liste der Biografien |
Portal Biografien |
Personensuche
# |
A |
B |
C |
D |
E |
F |
G |
H |
I |
J |
K |
L |
M |
N |
O |
P |
Q |
R |
S |
T |
U |
V |
W |
X |
Y |
Z |
?
 
Ga |
Gb |
Gc |
Gd |
Ge |
Gf |
Gh |
Gi |
Gj |
Gk |
Gl |
Gm |
Gn |
Go |
Gp |
Gq |
Gr |
Gs |
Gu |
Gv |
Gw |
Gy |
Gz
 
Gua |
Gub |
Guc |
Gud |
Gue |
Guf |
Gug |
Guh |
Gui |
Guj |
Guk |
Gul |
Gum |
Gun |
Guo |
Gup |
Gur |
Gus |
Gut |
Guu |
Guv |
Guw |
Guy |
Guz
Die Liste der Biografien führt alle Personen auf, die in der deutschsprachigen Wikipedia einen Artikel haben. Dieses ist eine Teilliste mit 137 Einträgen von Personen, deren Namen mit den Buchstaben „Guy“ beginnt.

## Guy
- Guy Called Gerald, A (* 1967), englischer House- und Drum-and-Bass-Produzent
- Guy de Bourgogne († 1272), Zisterzienserabt und Kardinal der römisch-katholischen Kirche
- Guy de Brimeu († 1477), burgundischer Diplomat
- Guy de Château-Porcien († 1250), Bischof von Soissons und Kreuzfahrer
- Guy de Chauliac († 1368), französischer MedizinerGuy de Chauliac († 1368)

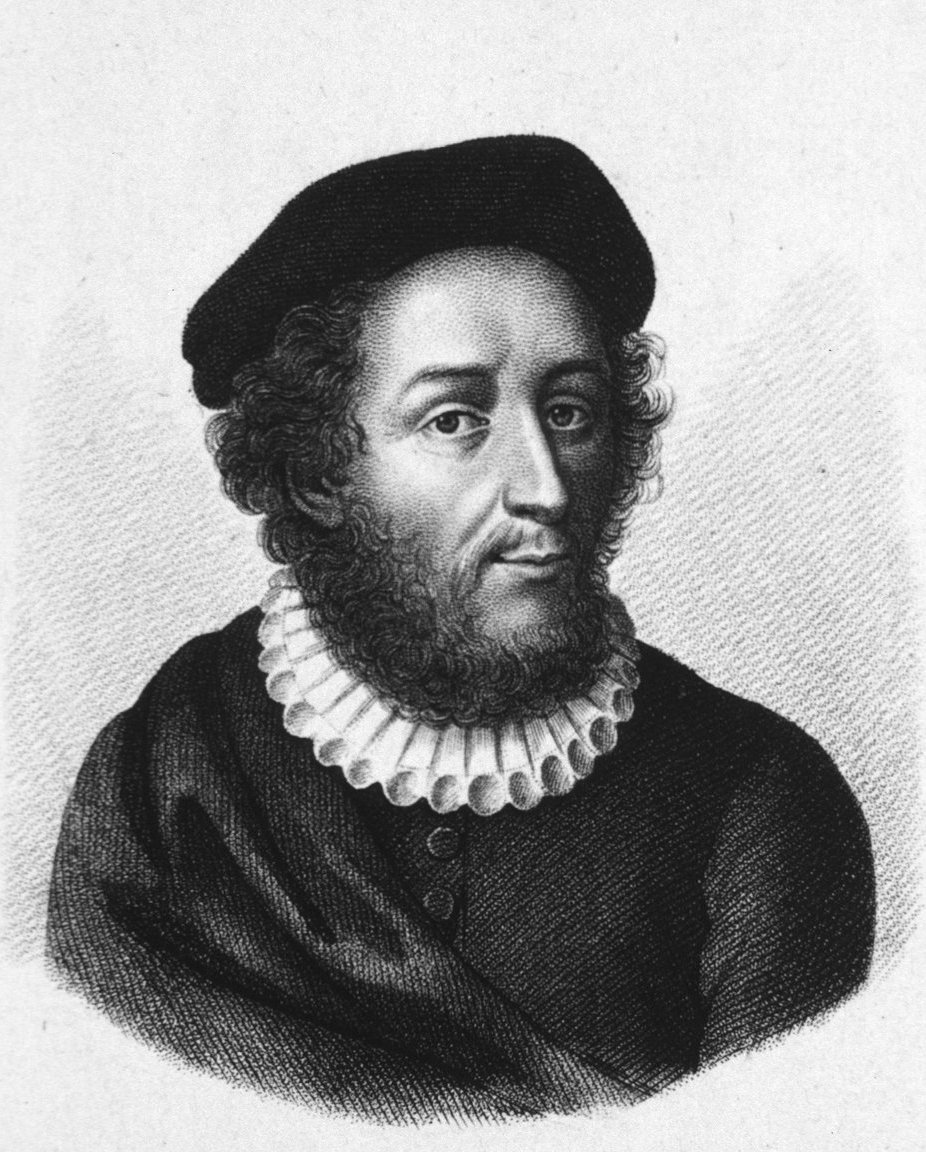
Guy de Chauliac († 1368)

- Guy de la Roche-Guyon, Herr von La Roche-Guyon
- Guy de Lucy, französischer Kreuzritter des Albigenserkreuzzugs
- Guy de Lusignan, Herr von Couhé, Cognac etc., Kreuzfahrer
- Guy de Maligny, Bischof von Lausanne
- Guy de Penthièvre (1287–1331), Vizegraf von Limoges, Graf von Penthièvre
- Guy de Tours, Michel (1562–1611), französischer Dichter
- Guy I. de Lévis († 1233), Herr von Mirepoix
- Guy II. de Dampierre († 1216), Connétable von Champagne, Seigneur de Dampierre, Herr von Bourbon und Montluçon
- Guy II. de Nesle († 1352), Herr von Mello, Marschall von Frankreich
- Guy II. de Pontailler († 1392), burgundischer Adliger, Marschall von Burgund
- Guy III. de Lévis († 1299), Herr von Mirepoix
- Guy IV. de Senlis († 1221), Herr von Chantilly, Ermenonville, Luzarches, Montépilloy und Bray, Großmundschenk von Frankreich
- Guy Paré († 1206), französischer Zisterzienser, Erzbischof von Reims, päpstlicher Legat und Kardinal
- Guy von Lescar († 1141), Bischof von Lescar (1115–1141)
- Guy XIV. de Laval (1407–1486), Graf von Laval
- Guy, Amédée (1882–1957), französischer Politiker und Résistant
- Guy, André (* 1941), französischer Fußballspieler
- Guy, Athol (* 1940), australischer Musiker, Politiker und Werbefachmann
- Guy, Barry (* 1947), britischer Kontrabassist (klassische Musik, Jazz, Neue Improvisationsmusik) und Komponist
- Guy, Billy (1936–2002), US-amerikanischer Musiker, Basssänger der Coasters
- Guy, Browley, US-amerikanischer R&B-Musiker und Songwriter
- Guy, Buddy (* 1936), US-amerikanischer BluesmusikerBuddy Guy (* 1936)

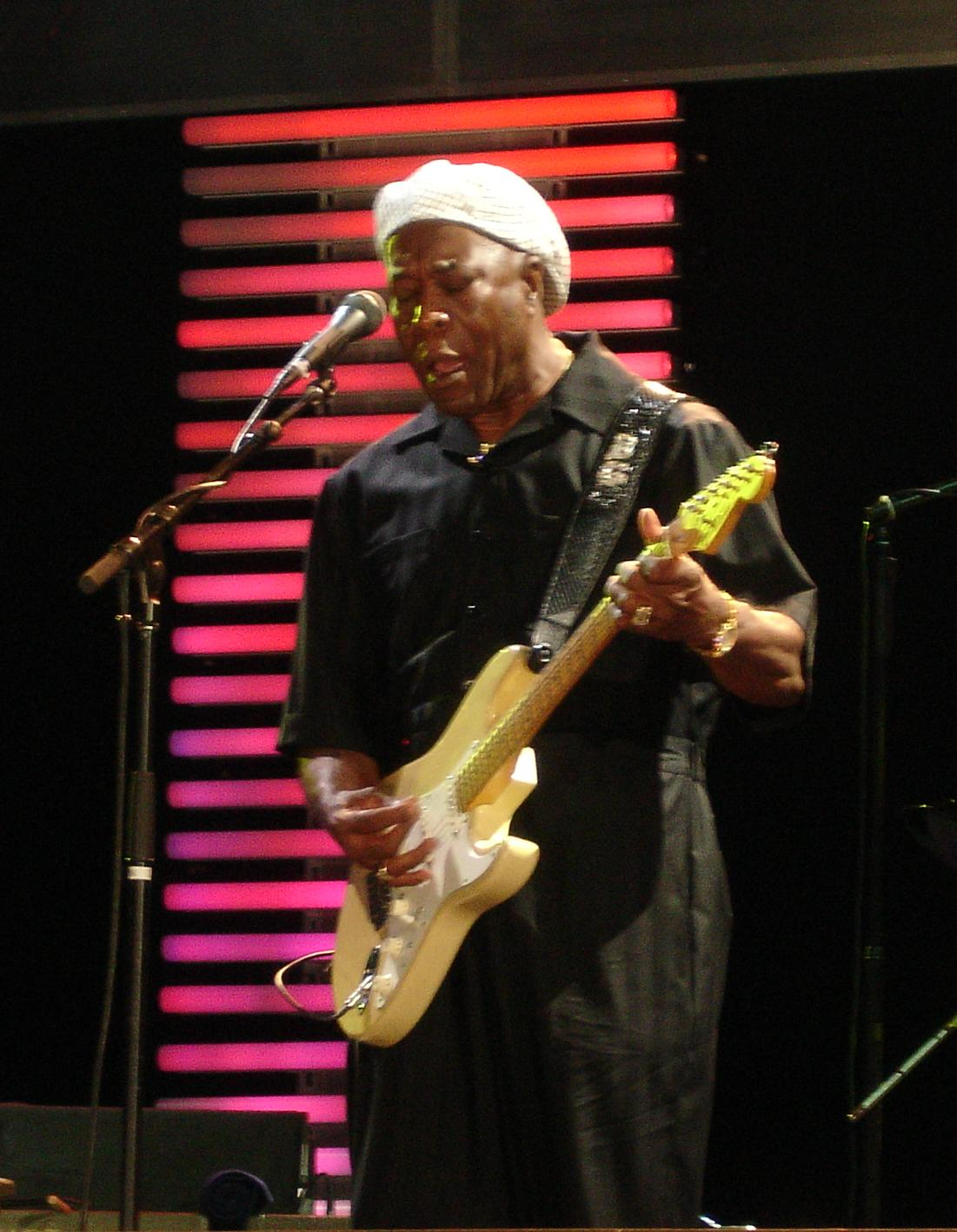
Buddy Guy (* 1936)

- Guy, Donna (* 1961), neuseeländische Judoka
- Guy, Fabrice (* 1968), französischer Nordischer Kombinierer
- Guy, Fred (1897–1971), US-amerikanischer Jazzgitarrist und Banjospieler des Swing
- Guy, Hana (* 1969), neuseeländische Tennisspielerin
- Guy, Harry P. (1870–1950), US-amerikanischer Komponist und Pianist
- Guy, Henri (1863–1947), französischer Romanist und hoher Beamter der Unterrichtsverwaltung
- Guy, James (* 1995), britischer Schwimmer
- Guy, Jasmine (* 1962), US-amerikanische SchauspielerinJasmine Guy (* 1962)

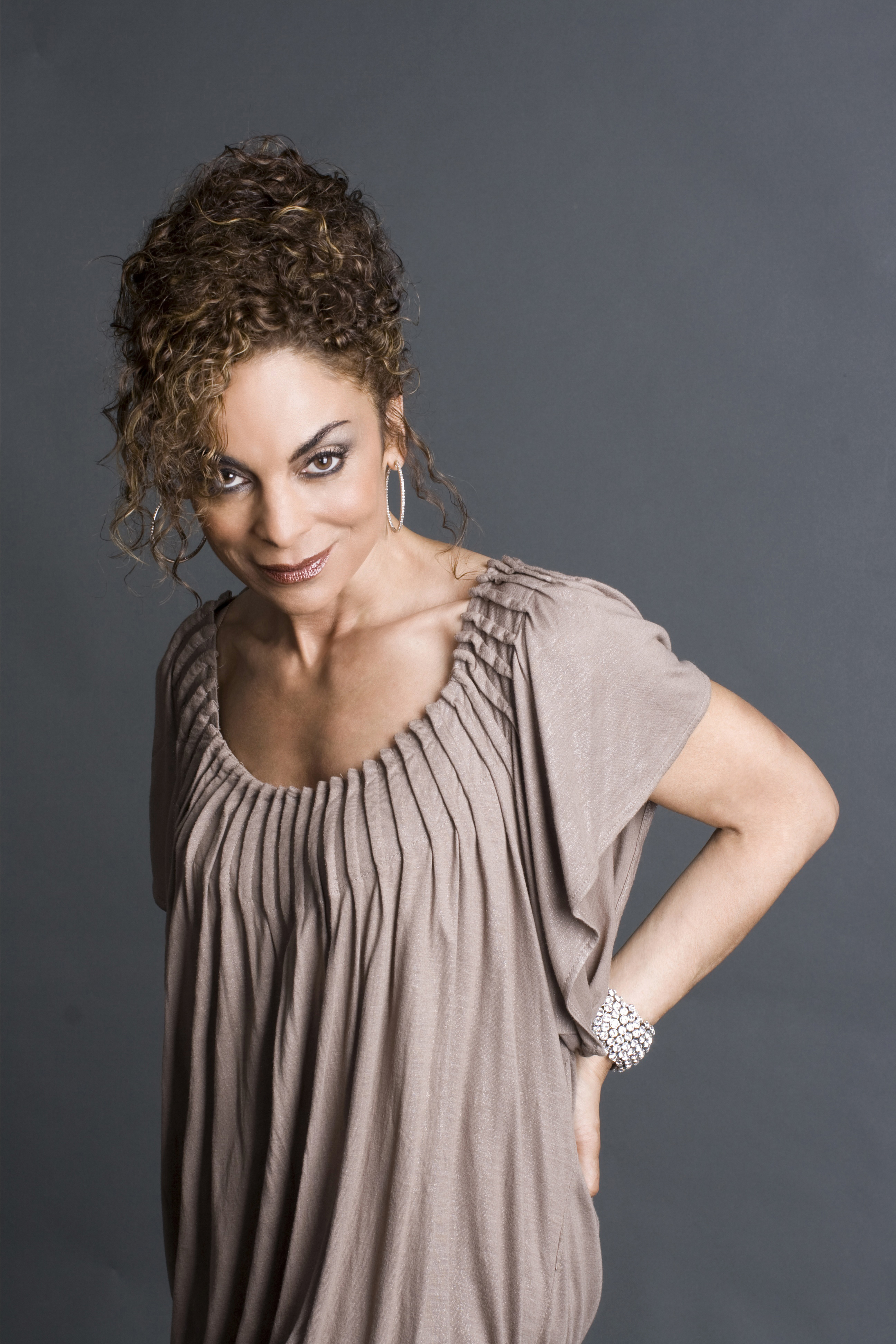
Jasmine Guy (* 1962)

- Guy, Joe (* 1920), US-amerikanischer Jazztrompeter
- Guy, John W. (* 1941), britischer Diplomat
- Guy, Joseph-Wilfrid (1883–1951), kanadischer Ordensgeistlicher, römisch-katholischer Bischof von Gravelbourg
- Guy, Maureen (1932–2015), britische Opernsängerin in der Stimmlage Mezzosopran
- Guy, Nathan (* 1970), neuseeländischer Politiker (National Party)
- Guy, Noa (* 1949), israelische Komponistin
- Guy, Philip Langstaffe Ord (1885–1952), britischer Offizier und Archäologe
- Guy, Ray (1949–2022), US-amerikanischer American-Football-Spieler
- Guy, Richard Kenneth (1916–2020), britischer Mathematiker
- Guy, Robert (* 1964), Sprinter aus Trinidad und Tobago
- Guy, Roland (1928–2005), britischer General
- Guy, Rosa (1922–2012), US-amerikanische Jugendkrimiautorin
- Guy, Samuel (* 1990), französischer Nordischer Kombinierer
- Guy, Steve (* 1959), neuseeländischer Tennisspieler
- Guy, William (1810–1885), britischer Mediziner und Statistiker
- Guy, William L. (1919–2013), US-amerikanischer Politiker
- Guy-Blaché, Alice (1873–1968), französisch-US-amerikanische Pionierin des Films, Filmregisseurin und FilmproduzentinAlice Guy-Blaché (1873–1968)

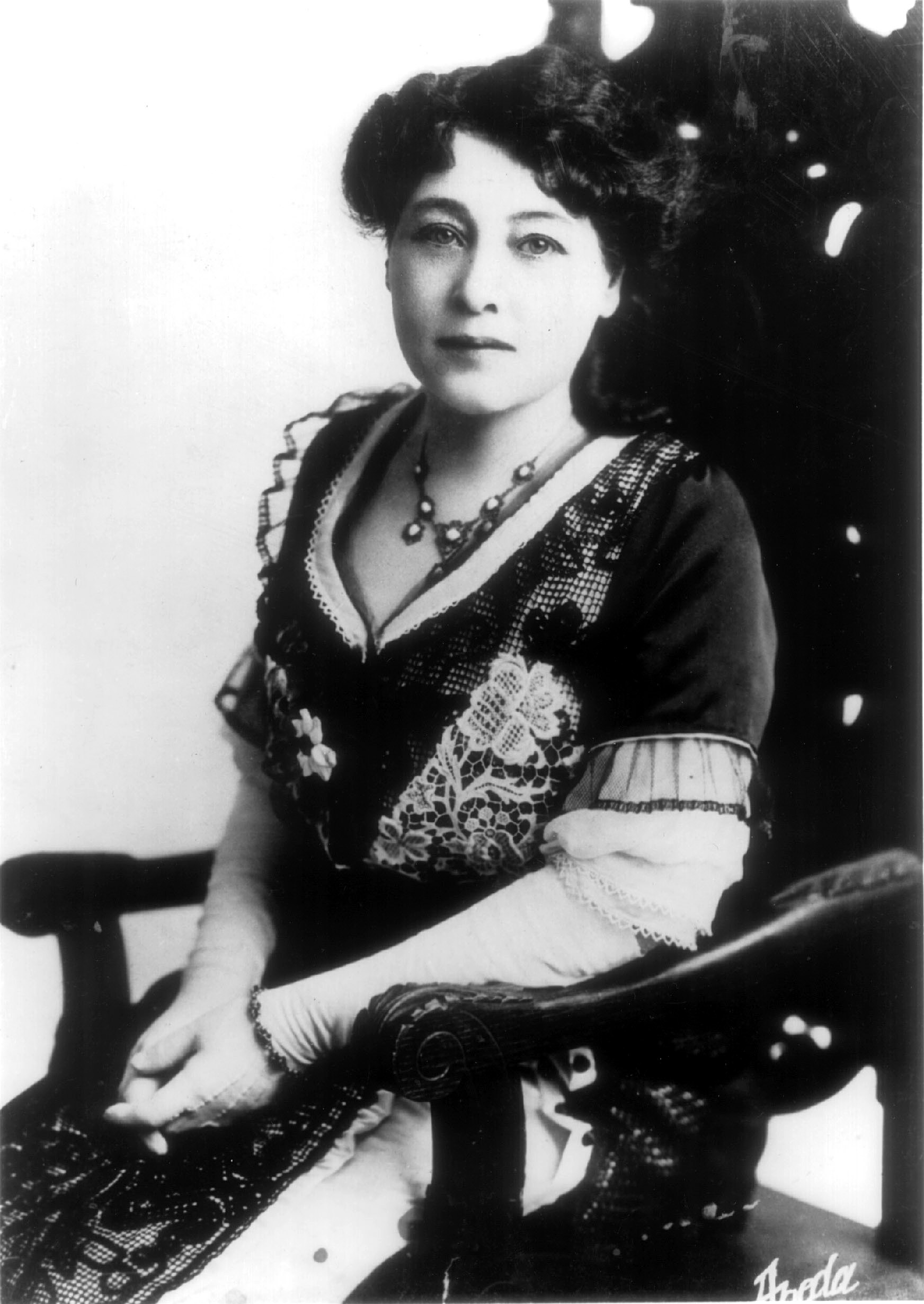
Alice Guy-Blaché (1873–1968)

- Guy-Quint, Catherine (* 1949), französische Politikerin (PS), MdEP

### Guya
- Guyader, Yann (* 1984), französischer Speedskater
- Guyan, Walter Ulrich (1911–1999), Schweizer Prähistoriker und Direktor des Museums zu Allerheiligen in Schaffhausen
- Guyard, Hubert, französischer Radrennfahrer
- Guyard, Michel (1936–2021), französischer Geistlicher, römisch-katholischer Bischof von Le Havre
- Guyard, Stanislas (1846–1884), französischer Orientalist
- Guyart, Astrid (* 1983), französische Florettfechterin
- Guyart, Brice (* 1981), französischer Florettfechter und Olympiasieger
- Guyau, Jean-Marie (1854–1888), französischer Philosoph und Dichter
- Guyaz, Noël (* 1972), Schweizer Eishockeyspieler
- Guyazou, Kassim (* 1982), togoischer Fußballspieler

### Guyb
- Guybet, Henri (* 1936), französischer SchauspielerHenri Guybet (* 1936)

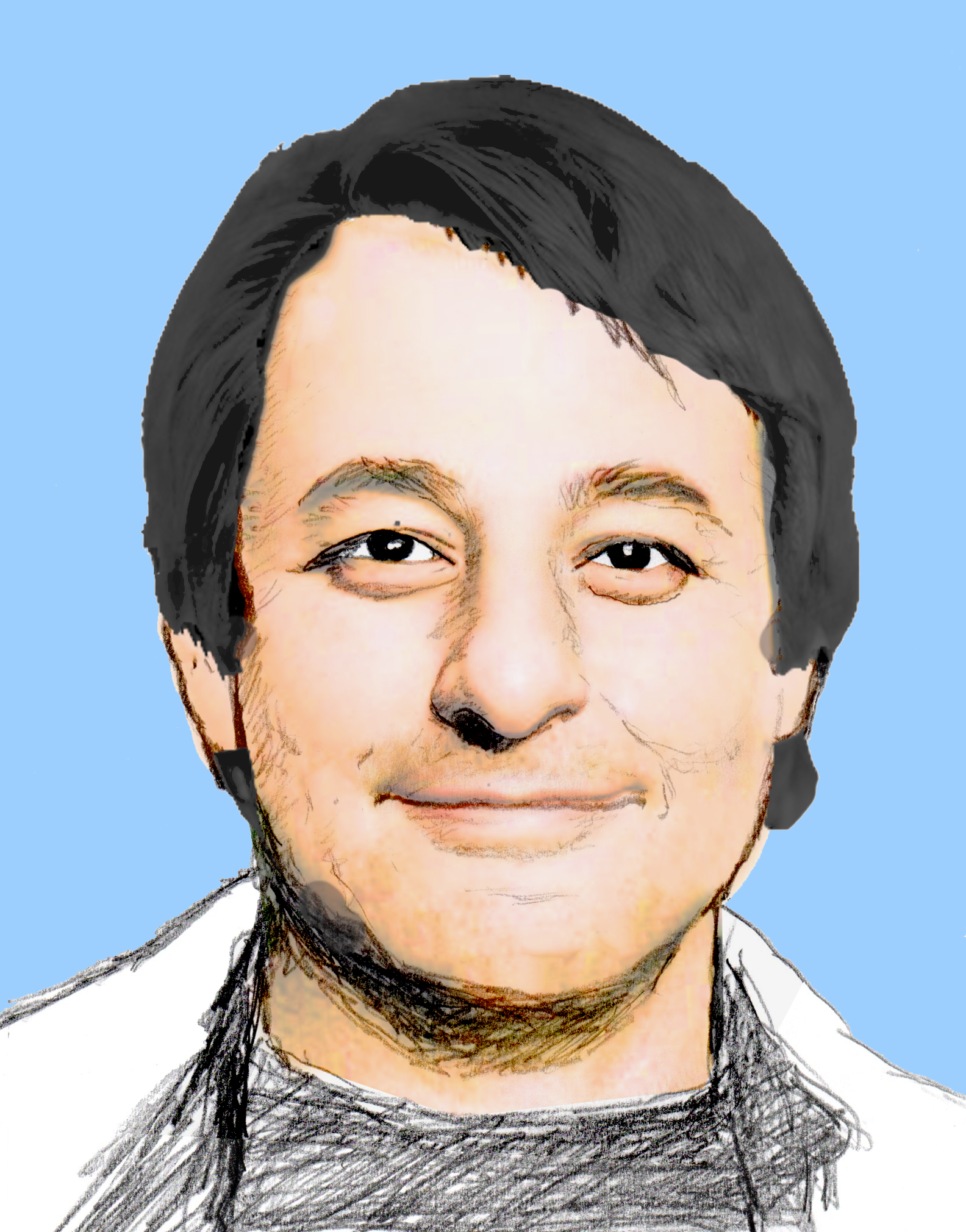
Henri Guybet (* 1936)

### Guye
- Guye, Charles-Eugène (1866–1942), Schweizer Physiker
- Guye, Philippe-Auguste (1862–1922), Schweizer Chemiker
- Guyenz, Anna Mila (* 1995), deutsches Model
- Guyenz, Willi (1894–1931), deutscher Fußballschiedsrichter
- Guyer, Andrea (* 1979), Schweizer Schauspielerin
- Guyer, August (1897–1980), Schweizer Chemiker
- Guyer, Bobby (1916–1988), US-amerikanischer Jazz-Trompeter
- Guyer, Esther (* 1931), Schweizer Architektin
- Guyer, Esther (* 1951), Schweizer Politikerin (Grüne)
- Guyer, Lux (1894–1955), Schweizer Architektin
- Guyer, Mike (* 1958), Schweizer Architekt
- Guyer, Murphy (* 1952), US-amerikanischer Schauspieler
- Guyer, Paul (* 1948), US-amerikanischer Philosoph
- Guyer, Peter (* 1957), Schweizer Regisseur, Kameramann und Filmproduzent
- Guyer, Roberto (1923–2016), argentinischer Diplomat
- Guyer, Rudolf (* 1929), Schweizer Architekt
- Guyer, Samuel (1879–1950), Schweizer Kunsthistoriker
- Guyer, Tennyson (1912–1981), US-amerikanischer Politiker
- Guyer, Ulysses Samuel (1868–1943), US-amerikanischer Politiker
- Guyer-Wyrsch, Gertrud (1920–2013), Schweizer Künstlerin
- Guyer-Zeller, Adolf (1839–1899), Schweizer UnternehmerAdolf Guyer-Zeller (1839–1899)

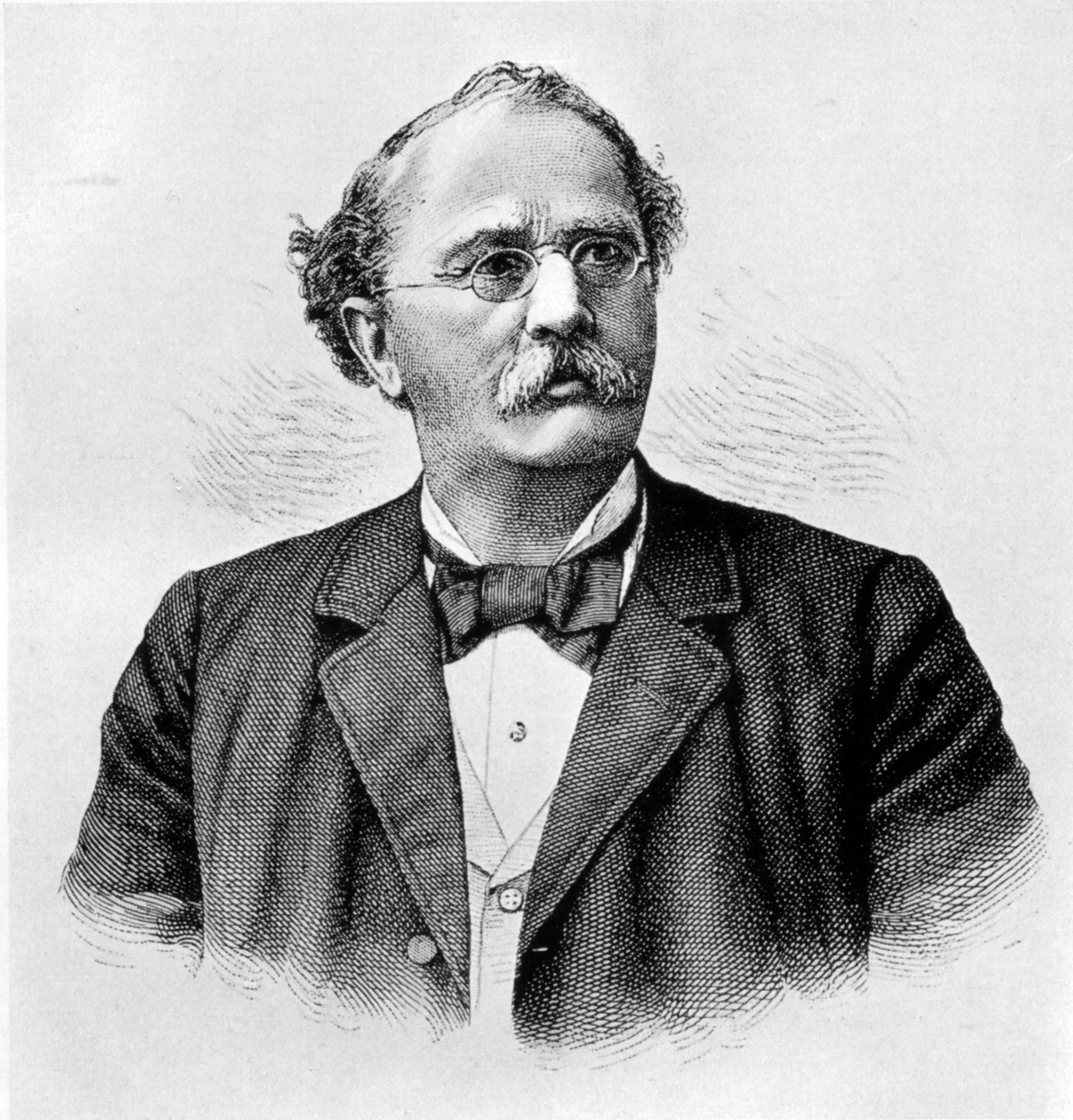
Adolf Guyer-Zeller (1839–1899)

- Guyet, François (1575–1655), französischer Philologe
- Guyet, Karl Julius (1802–1861), deutscher Rechtswissenschaftler, Hochschullehrer und Richter
- Guyett, Roger (* 1961), britisch-US-amerikanischer Spezialeffektkünstler
- Guyette, Charles (1902–1976), US-amerikanischer Pionier der Fetisch-Mode

### Guyl
- Guyler, Deryck (1914–1999), britischer Schauspieler
- Guylherme, Nixon (* 1995), brasilianischer Fußballspieler

### Guyn
- Guynement de Keralio, Agathon (1723–1788), französischer Offizier und Inspektor der Militärschulen
- Guynemer, Georges (1894–1917), französischer Jagdflieger während des Ersten WeltkriegsGeorges Guynemer (1894–1917)

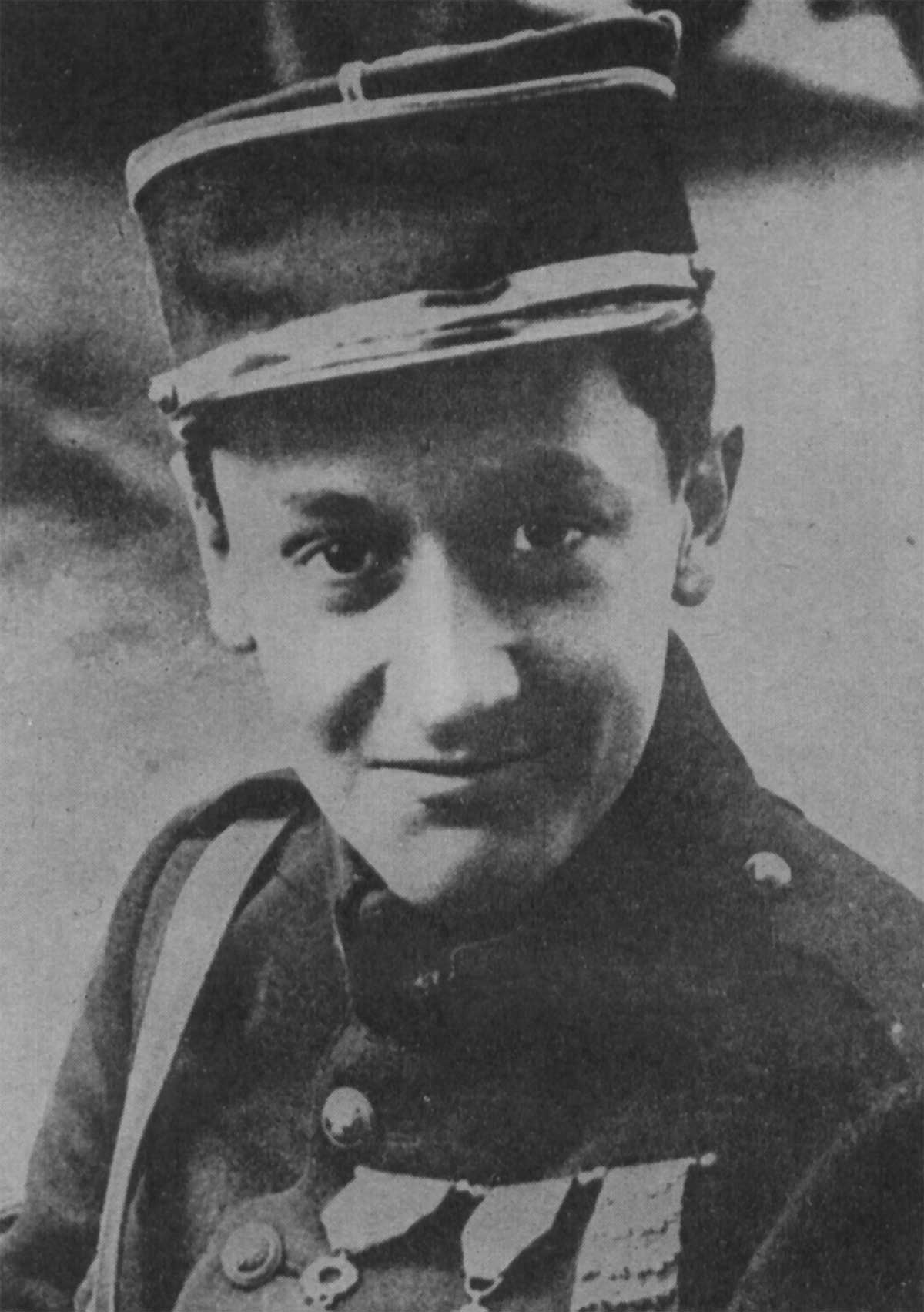
Georges Guynemer (1894–1917)

### Guyo
- Guyo, Yabsira Jarso (* 2006), äthiopische Sprinterin
- Guyodo, Alexandre (1922–2014), französischer Hindernisläufer
- Guyomar, Mattias (* 1968), französischer Jurist
- Guyon, Édouard-Félix (1902–1993), französischer Diplomat
- Guyon, Étienne (1935–2023), französischer Physiker
- Guyon, Félix (1831–1920), französischer Chirurg, Pionier der Urologie
- Guyon, Isabelle (* 1961), französische Informatikerin
- Guyon, James junior (1778–1846), US-amerikanischer Offizier und Politiker
- Guyon, Joe (1892–1971), US-amerikanischer American-Football-Spieler, Baseballspieler
- Guyon, Olivier (* 1976), französischer Astronom
- Guyon, René (1876–1963), französisch-thailändischer Rechtsphilosoph und Rechtsanwalt
- Guyon, Richard (1803–1856), britischstämmiger General
- Guyon, Yves (1899–1975), französischer Bauingenieur
- Guyonneau de Pambour, François Marie (1795–1878), französischer Offizier und Ingenieur
- Guyonnet, Alain (* 1949), Schweizer Multiinstrumentalist, Arrangeur und Komponist des Modern Jazz
- Guyonnet, Jacques (1933–2018), Schweizer Komponist, Dirigent und Schriftsteller
- Guyot, Albert (1881–1947), französischer Autorennfahrer und Unternehmer
- Guyot, Arnold Henri (1807–1884), schweizerisch-US-amerikanischer Naturforscher und Geograph
- Guyot, Bernard (1945–2021), französischer Radrennfahrer
- Guyot, Charles (1890–1958), schweizerischer Radrennfahrer
- Guyot, Charles (1925–1973), Schweizer Radrennfahrer
- Guyot, Claude (* 1947), französischer Radrennfahrer
- Guyot, Claude-Étienne (1768–1837), französischer General der Kavallerie
- Guyot, Henri Daniel (1753–1828), Pfarrer der wallonischen Gemeine in Groningen
- Guyot, Jeannette (1919–2016), französische Widerstandskämpferin
- Guyot, Jules (1807–1872), französischer Arzt und Physiker
- Guyot, Louis-Jean (1905–1988), französischer Geistlicher, Erzbischof von Toulouse und Kardinal der römisch-katholischen Kirche
- Guyot, Mademoiselle († 1691), französische Schauspielerin
- Guyot, Michel (* 1947), französischer Schlossherr
- Guyot, Raymonde (1935–2021), französische Filmeditorin
- Guyot, René (* 1882), belgischer Sportschütze
- Guyot, Virginie (* 1976), französische Jagdfliegerin im Range eines Oberstleutnant
- Guyot, Yann (* 1986), französischer Straßenradrennfahrer
- Guyot, Yves (1843–1928), französischer Politiker und Journalist
- Guyot-Dessaigne, Edmond (1833–1907), französischer Politiker
- Guyotat, Pierre (1940–2020), französischer Autor und Hochschullehrer

### Guys
- Guys, Constantin (1802–1892), niederländisch-französischer Maler und Zeichner

### Guyt
- Guyton de Morveau, Louis Bernard (1737–1816), französischer Chemiker und Politiker
- Guyton, Carlton (* 1990), US-amerikanischer Basketballspieler
- Guyton, Mickey (* 1983), US-amerikanische Countrysängerin
- Guyton, Wade (* 1972), US-amerikanischer Maler, Installations- und Konzeptkünstler
- Guyton, Wanda (* 1965), US-amerikanische Basketballtrainerin und ehemalige -spielerin

### Guyu
- Güyük Khan (1206–1248), mongolischer GroßkhanGüyük Khan (1206–1248)

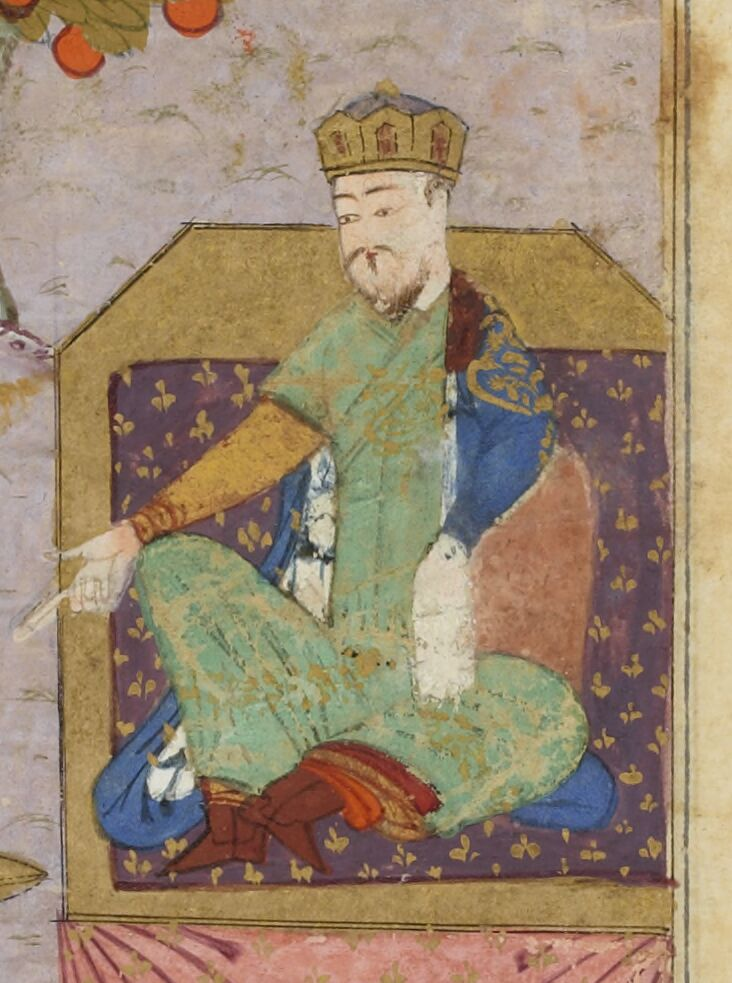
Güyük Khan (1206–1248)

- Guyunusa (1806–1834), Charrúa-Frau